# Pegomya kusigematii
Pegomya kusigematii är en tvåvingeart som beskrevs av Masayoshi Suwa 1974. Pegomya kusigematii ingår i släktet Pegomya och familjen blomsterflugor. Inga underarter finns listade i Catalogue of Life.